# Diario de un marine
Diario de un marine es un libro donde se explican las memorias de Eugene Sledge (1923-2001), un soldado que sirvió en el Cuerpo de Marines de los Estados Unidos durante la Segunda Guerra Mundial, en concreto en la Guerra del Pacífico (1937-1945). Durante su adiestramiento y en el transcurso de la guerra fue escribiendo notas de sus experiencias en combate, sus pensamientos y vivencias. El título original de la obra es With the Old Breed: At Peleliu and Okinawa.
En cuanto regresó a la vida civil hizo un borrador con todas las notas que había escrito durante su paso por la guerra para intentar retratar en forma de libro todo aquello que él y sus compañeros vivieron en el Océano Pacífico. De este modo Diario de un marine es el libro que trata los horrores de los combates a los que se enfrentaron los marines a finales de 1944 y a principios de 1945. Este libro junto a Mi casco por almohada de Robert Leckie (1920-2001), fue utilizado para crear una miniserie de HBO llamada The Pacific (2010), que trata sobre la Segunda Guerra Mundial y sobre diferentes soldados que contaron su historia después de sobrevivir a la guerra.

## Argumento
El libro comienza hablando de su alistamiento en el ejército y los problemas que tuvo para poder hacerlo ya que tenía un soplo en el corazón, pero a pesar de esto, espero el tiempo suficiente para poder intentar alistarse de nuevo y lo consiguió. En su instrucción en infantería le enseñaron a disparar morteros de 60 mm., porque eran muy eficaces en contra de los japoneses, igual que el adiestramiento en combate cuerpo a cuerpo porque iba a ser necesario si un japonés se infiltraba en alguna de sus posiciones.
Todo lo que su vida había sido cambió en el momento que entró en combate, sabía que desde ese preciso instante su vida no volvería a ser la misma, que algo en su interior moriría en el Pacífico. Su primer desembarco fue como un jarrón de agua fría para él, un primer encuentro con la realidad.
“Se trataba de una emoción que siempre torturaría mi mente cada vez que veía hombres atrapados y no podía hacer nada […] aparté la cara y deseé estar imaginándomelo todo. Había probado la esencia más amarga de la guerra, la imagen de la masacre de compañeros indefensos, y me repugnó.”
Un factor importante en la guerra y al que no se le da tanta importancia es el clima, Sledge cuenta que el calor o la imparable lluvia caliente que predominaba en las islas del pacífico eran algo insoportable ya que estaban acostumbrados a otro clima muy diferente. Las enfermedades tropicales o la fauna que predominaba en cada isla eran factores que podían determinar la supervivencia de un soldado.
Cuando Sledge o Sledgehammer (el Martillo en español), como lo apodaron en su unidad, vio a sus compañeros veteranos recogiendo cadáveres japoneses para amontonarlos en un mismo sitio, se sorprendió de la tranquilidad y la indiferencia con la que hacían esa tarea. Una de las preguntas que se hizo nada más alistarse es si acabaría volviéndose así de insensible.
“¿Acabaría volviéndome así de indiferente e insensible hacia los enemigos muertos?, me pregunté. ¿La guerra me deshumanizaría para que yo también pudiera limpiar a los enemigos muertos con tanta despreocupación? Llegó un momento, poco después, el que ya no me preocupó lo más mínimo.”
Eugene relata que una de las razones por las que llega un momento en el que no les preocupa ni lo más mínimo recoger cadáveres japoneses o matar al enemigo es porque poco a poco se va generando un odio hacia él. El ataque por sorpresa a Pearl Harbor fue uno de los motivos por los que existía este resquemor hacia Japón, además de tácticas niponas que consistían en hacerse el muerto y lanzar después una granada o hacerse el herido y cuando el sanitario llegase acuchillarlo.

## Breve contexto
La Guerra del Pacífico fue un conflicto armado entre los Estados Unidos y Japón desde 1937 a 1945. Esta guerra, también llamada Gran Guerra de Asia Oriental, tuvo lugar en las islas del océano Pacífico y en Asia Oriental durante la Segunda Guerra Mundial.
Japón no tenía los suficientes recursos naturales para la industria ni la tierra suficiente para mantener a su población, era necesario que las importaciones creciesen y la industria se expandiera. Creían que la forma más rápida para acabar con esa situación era cooperando con grandes países comerciantes e impulsando el mercado libre, o utilizar la fuerza para conquistar zonas que colonizar e imponer sus condiciones políticas y económicas.
En 1941 la relación entre Japón y los EE. UU., era tensa, ya que los estadounidenses se negaban a desembargar los suministros que enviaban a Japón hasta que ellos no restablecieran la independencia China. Por eso preferían arriesgarse a un posible ataque antes que dejar a Japón seguir con sus objetivos de expansión.
Los japoneses querían apoderarse de un territorio que económicamente fuese autosuficiente y, a partir de ahí crear una gran defensa alrededor. Creían que de esa manera sería tan difícil de atacar que los EE. UU., y Gran Bretaña se cansarían de intentar acabar con ellos y así aceptarían el Nuevo Orden Japonés en Asia Oriental, pero las flotas japonesas que había para la invasión no podían salir antes de que la flota norteamericana del Pacífico estuviese inactiva. Así que el 7 de diciembre de 1941 Japón provocó un ataque aéreo sorpresa contra la Armada de los Estados Unidos anclada en Pearl Harbor.
El Imperio del Japón nunca barajó la posibilidad de ganar contra los EE. UU., pero, sí que querían conquistar el máximo de territorio para intentar que los estadounidenses aceptasen un trato con tal de no tener que reconquistar todo aquel territorio. Pero el fin de las victorias japonesas, como se comentó anteriormente, se alcanzó en la batalla de Midway y la batalla del mar del Coral.
Los estadounidenses decidieron atacar a Japón directamente, conquistando solo las bases indispensables para su aviación, pero se creyó que si se reconquistaba Filipinas sería un gran avance para ganar la guerra. Este asalto se inició en octubre de 1944, donde la Armada Imperial Japonesa sufrió una nueva derrota, pero realmente la conquista de las Filipinas no terminó hasta que acabaron las hostilidades, aún faltaría casi un año más. También decidieron atacar aquellas islas que estaban más cerca de Japón, como Okinawa e Iwo Jima, las cuales consiguieron conquistar a un alto precio.
Las hostilidades en todos los frentes se terminaron mediante la capitulación sin condiciones de todos los mandos militares, aunque en Japón la capitulación fue llevada por las autoridades políticas y militares.